# 枝原百合一
枝原 百合一（えだはら ゆりかず、1881年7月1日 - 1944年6月28日）は、日本の海軍軍人。初代海軍航空工廠長。最終階級は海軍中将。

## 経歴
山口県出身。1903年（明治36年）12月、海軍兵学校（31期）を首席で卒業し、翌年9月、海軍少尉任官。日露戦争では「三笠」乗組として出征し、日本海海戦では「三笠」航海士であった。1906年（明治39年）8月、佐世保鎮守府付となり、「三笠」「水無月」の各乗組などを経て、海軍砲術学校高等科学生となり、優等で卒業。1913年（大正2年）12月、海軍少佐に昇進。
1915年（大正4年）5月、「敷島」砲術長に就任。以後、「鹿島」砲術長、軍令部参謀などを歴任し、1917年（大正6年）12月、海軍省副官兼海相秘書官となり、加藤友三郎大臣に仕えた。1918年（大正7年）12月、海軍中佐に進級。
1919年（大正8年）12月、第5戦隊参謀に就任。以後、第6戦隊司令部付、横須賀鎮守府付を経て、1922年（大正11年）3月、「千早」艦長に着任。軍令部参謀に転じ、同年12月、海軍大佐に昇進した。1923年（大正12年）5月、軍令部参謀（第3班第5課長）となり、以後、「大井」「磐手」の各艦長、軍令部出仕、「陸奥」艦長を歴任。1927年（昭和2年）12月、海軍少将に進級し霞ヶ浦海軍航空隊司令に就任した。
1929年（昭和4年）11月、第一航空戦隊司令官となり、以後、海軍航空本部出仕、横須賀鎮守府付、海軍航空廠長を歴任。1932年（昭和7年）12月、海軍中将となり、旅順要港部司令官（1933年〈昭和8年〉7月1日）、軍令部出仕（1934年〈昭和9年〉11月15日）を経て、1935年（昭和10年）3月25日に待命、そして同年3月30日に予備役に編入された。予備役編入後は兵庫県翼賛壮年団長に就任した。

## 予備役編入の経緯
枝原が1935年（昭和10年）3月に予備役に編入された経緯については、「堀悌吉#堀の失脚についての渡辺滋の論考」を参照。

## 初代航空工廠長
海軍航空の技術、開発部門は英米などの模倣が主で、自立を迫られていた。海軍航空本部本部長安東昌喬中将、同技術部長山本五十六少将、同総務部長前原謙治少将らは従来から航空技術の自立の必要性を唱えていたが、宮坂助次郎少将が航空技術開発を総合的に指導する機関の必要性を具申して、航空工廠が設置されることとなった。枝原はその設立準備委員長となり、次いで初代の海軍航空工廠(後の海軍技術廠)長に就任した。発足した航空工廠から発せられた七試計画が、後の零式戦闘機につながっていく。

## 栄典
位階
- 1904年（明治37年）10月10日 - 正八位[7]
- 1927年（昭和2年）12月28日 - 正五位[8]

勲章等
- 1906年（明治39年）4月1日 - 勲六等単光旭日章・明治三十七八年従軍記章[9]
- 1915年（大正4年）11月7日 - 勲四等瑞宝章・大正三四年従軍記章[10]
- 1929年（昭和4年）6月29日 - 勲二等瑞宝章[11]
- 1934年（昭和9年）4月29日 - 勲一等瑞宝章・昭和六年乃至九年事変従軍記章[12]
- 1940年（昭和15年）8月15日 - 紀元二千六百年祝典記念章[13]